# ماسیمو بگتو
ماسیمو بگتو (انگلیسی: Massimo Beghetto؛ زادهٔ ۱۹ نوامبر ۱۹۶۸) بازیکن فوتبال اهل ایتالیا است.
از باشگاه‌هایی که در آن بازی کرده‌است می‌توان به باشگاه فوتبال پروجا، باشگاه فوتبال کیه‌وو ورونا، باشگاه فوتبال بولونیا، باشگاه فوتبال ونتزیا، باشگاه فوتبال ویچنزا، و باشگاه فوتبال داندی اشاره کرد.